# Roberto Gagliardini
Roberto Gagliardini (Bergamo, 7 april 1994) is een Italiaans voetballer die doorgaans als centrale middenvelder speelt. Hij stroomde in 2013 door vanuit de jeugd van Atalanta Bergamo. Gagliardini debuteerde in 2017 in het Italiaans voetbalelftal.

## Clubcarrière
Gagliardini sloot zich op zevenjarige leeftijd aan bij het plaatselijke Atalanta Bergamo. In januari 2014 werd hij verhuurd aan AC Cesena, waarvoor hij negentien wedstrijden speelde. Tijdens het seizoen 2014/15 werd de middenvelder verhuurd aan Spezia Calcio 1906. Het seizoen erop speelde hij op huurbasis voor Vicenza Calcio. Gagliardini debuteerde op 15 mei 2016 in de Serie A, tegen Genoa CFC. Hij kreeg toen een basisplaats van coach Edoardo Reja.
Atalanta verhuurde Gagliardini in januari 2017 voor anderhalf jaar aan Internazionale, waarbij werd vastgelegd dat die club hem daarna definitief over zou nemen.

## Clubstatistieken
| Seizoen | Club             | Land            | Competitie | Competitie | Competitie | Beker | Beker | Internationaal | Internationaal | Totaal | Totaal |
| Seizoen | Club             | Land            | Competitie | Wed.       | Dlp.       | Wed.  | Dlp.  | Wed.           | Dlp.           | Wed.   | Dlp.   |
| ------- | ---------------- | --------------- | ---------- | ---------- | ---------- | ----- | ----- | -------------- | -------------- | ------ | ------ |
| 2013/14 | Atalanta Bergamo | Vlag van Italië | Serie A    | 0          | 0          | 1     | 0     | —              | —              | 1      | 0      |
| 2013/14 | → AC Cesena      | Vlag van Italië | Serie B    | 21         | 1          | 0     | 0     | —              | —              | 21     | 1      |
| 2014/15 | → Spezia Calcio  | Vlag van Italië | Serie B    | 14         | 1          | 0     | 0     | —              | —              | 14     | 1      |
| 2015/16 | → LR Vicenza     | Vlag van Italië | Serie B    | 16         | 1          | 3     | 0     | —              | —              | 19     | 1      |
| 2015/16 | Atalanta Bergamo | Vlag van Italië | Serie A    | 1          | 0          | 0     | 0     | —              | —              | 1      | 0      |
| 2016/17 | Atalanta Bergamo | Vlag van Italië | Serie A    | 13         | 0          | 1     | 0     | —              | —              | 14     | 0      |
| 2016/17 | → Internazionale | Vlag van Italië | Serie A    | 18         | 2          | 1     | 0     | —              | —              | 19     | 2      |
| 2017/18 | Internazionale   | Vlag van Italië | Serie A    | 30         | 0          | 2     | 0     | —              | —              | 32     | 0      |
| 2018/19 | Internazionale   | Vlag van Italië | Serie A    | 19         | 5          | 2     | 0     | 0              | 0              | 21     | 5      |
| 2019/20 | Internazionale   | Vlag van Italië | Serie A    | 24         | 4          | 0     | 0     | 8              | 0              | 32     | 4      |
| 2020/21 | Internazionale   | Vlag van Italië | Serie A    | 28         | 3          | 1     | 0     | 4              | 0              | 33     | 3      |
| 2021/22 | Internazionale   | Vlag van Italië | Serie A    | 18         | 2          | 1     | 0     | 5              | 0              | 24     | 2      |
| Totaal  | Totaal           | Totaal          | Totaal     | 202        | 19         | 12    | 0     | 17             | 0              | 231    | 19     |

## Interlandcarrière
Gagliardini maakte deel uit van Italië –20 en Italië –21. Hij debuteerde op 28 maart 2018 onder leiding van bondscoach Giampiero Ventura in het Italiaans voetbalelftal, in een met 1–2 gewonnen oefeninterland tegen Nederland in de Amsterdam Arena. Hij viel in de 37ste minuut in voor aanvoerder Daniele De Rossi. Andere debutanten voor Italië in die wedstrijd waren Danilo D'Ambrosio, Leonardo Spinazzola, Simone Verdi en Andrea Petagna.

## Erelijst
| Serie A      | 1x | 2020/21 |
| Coppa Italia | 1x | 2021/22 |
| Supercoppa   | 1x | 2021    |